# 布伦内罗
布伦内罗（義大利語：Brennero，發音：[ˈbrɛnnero]，發音：[ˈbrɛnɐ]，布伦纳），是意大利北部博尔扎诺-上阿迪杰自治省的一个市镇，位于其省会博尔扎诺的北方约60公里处。总面积114.3平方公里，人口2118人，人口密度18.5人/平方公里（2009年）。ISTAT代码为021010。

## 社会

### 语言分布
根据2011年的人口普查，有80.86%的居民以德语为第一语言，其余的居民以意大利语和拉定语为第一语言，分别占人口的18.64%和0.50%。
| 语言     | 1991   | 2001   | 2011   |
| -------- | ------ | ------ | ------ |
| 德语     | 70.49% | 79.39% | 80.86% |
| 意大利语 | 29.23% | 20.29% | 18.64% |
| 拉登语   | 0.28%  | 0.31%  | 0.50%  |